# بلدرچین کاهی
بلدرچین کاهی (نام علمی: Coturnix pectoralis) نام یک گونه از تیره قرقاولیان است.